# Rue de Guise
La rue de Guise est une voie de la commune de Nancy, située dans le département de Meurthe-et-Moselle, en région Lorraine (Grand Est).

## Situation et accès
La rue de Guise, d'une direction générale est-ouest, est sise au sein de la Vieille-ville de Nancy, à proximité de la basilique Saint-Epvre et du cours Léopold. La voie, parallèle à la rue du Petit-Bourgeois, appartient administrativement au quartier Ville Vieille.
Débutant à son extrémité orientale perpendiculairement à la Grande-Rue, elle finit à l'intersection partagée avec la rue des Loups, sans croiser d'autre voie.

Dans le cadre de la piétonisation de la Ville Vieille, la rue de Guise est complètement piétonne depuis le 16 septembre 2022.

## Origine du nom
Elle porte ce nom en souvenir de la célèbre famille de ce nom, qui tire son origine de Claude de Lorraine, 5e fils de René II, premier duc de Guise, l'un des héros de Marignan en 1515.

## Historique
À sa création au XIVe siècle, la rue est primitivement appelée rue du Cardinal, puis rue Saint-Pierre. En 1793, la rue est rebaptisée rue de l’Espérance, rue Crébillon en 1795, rue Saint-Pierre en 1814, avant de prendre le 7 février 1867 son vocable actuel.

## Bâtiments remarquables et lieux de mémoire
- no 2 : l'Hôtel de Martigny, édifice inscrit au titre des monuments historiques depuis 1944[2]
- no 6 : l'hôtel Lunita-Visconti [3], bâtiment inscrit au titre des monuments historiques depuis 1944 [4]
- no 8 : l'hôtel de Rouvrois[3]
- no 10 : Immeuble, édifice inscrit au titre des monuments historiques depuis 1946[5]
- no 12 : l'hôtel de Rouvrois[3]
- no 18 : l'hôtel de Guise [3], actuellement établissement de tourisme
- no 21 : Immeuble, bâtiment inscrit au titre des monuments historiques depuis 1944[6]
- no 25 : Immeuble, édifice inscrit au titre des monuments historiques depuis 1944[7]

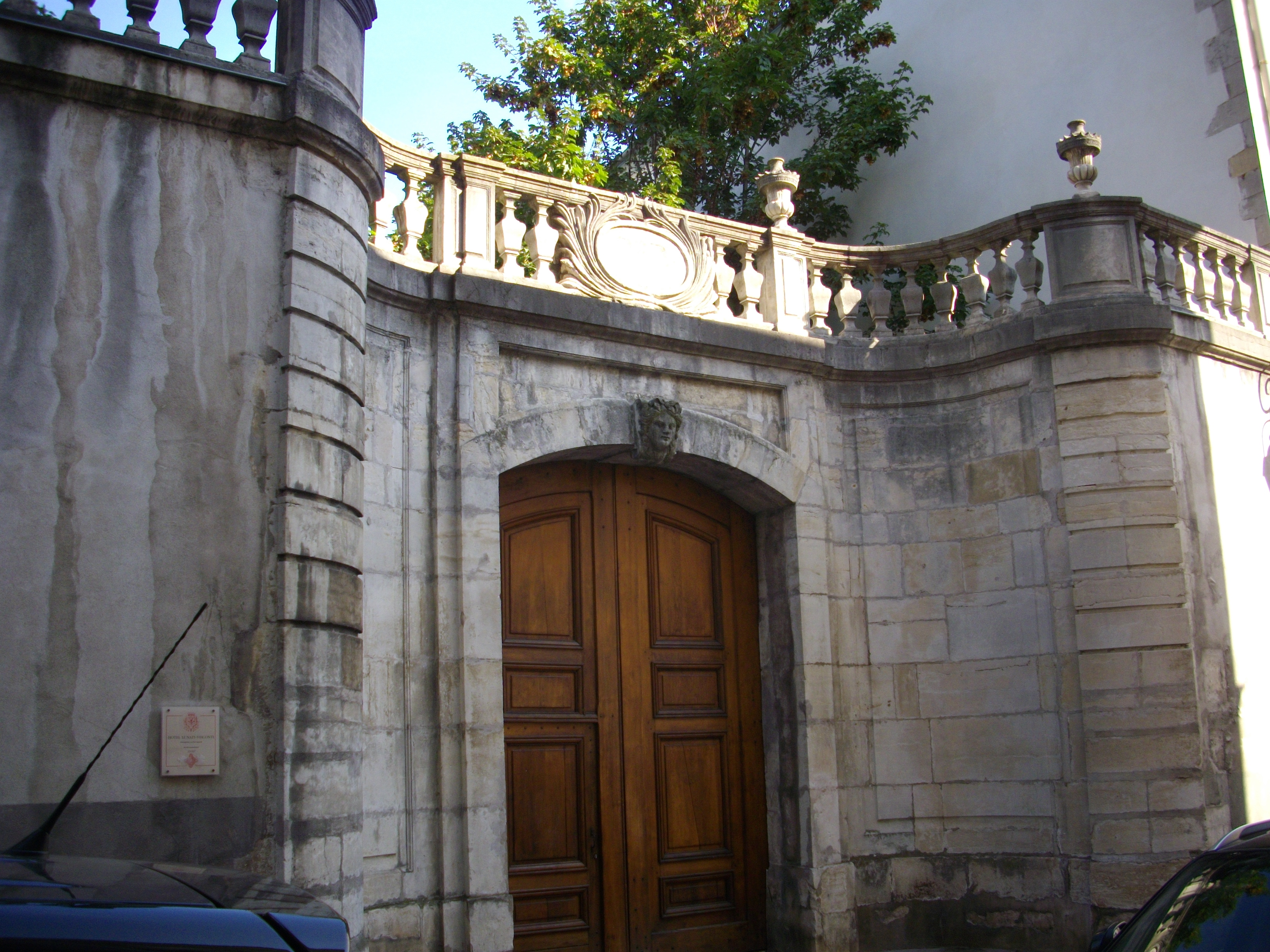
Façade de l'Hôtel Lunita-Visconti, au no 6.
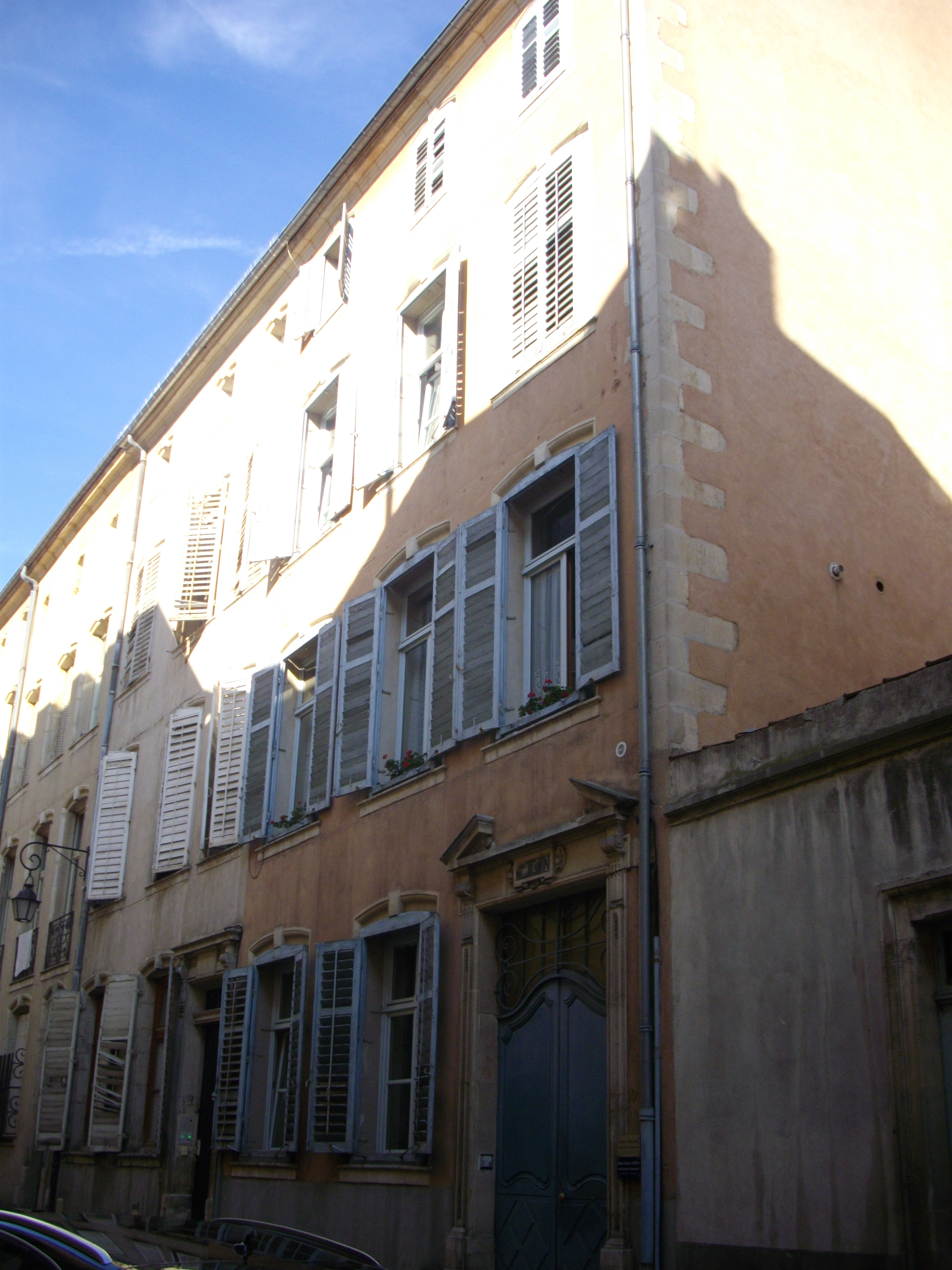
Immeuble, au no 10.
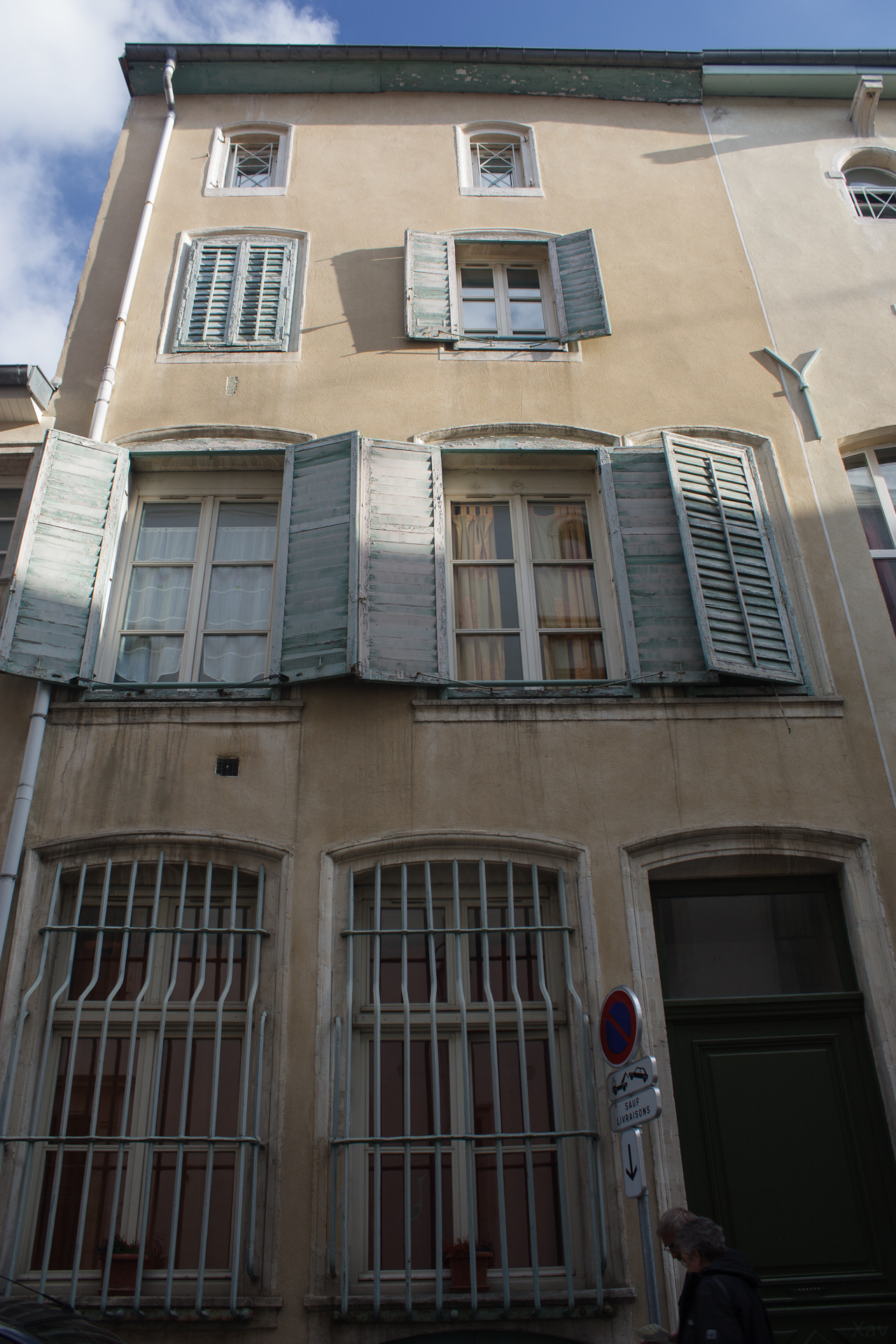
Immeuble, au no 21.
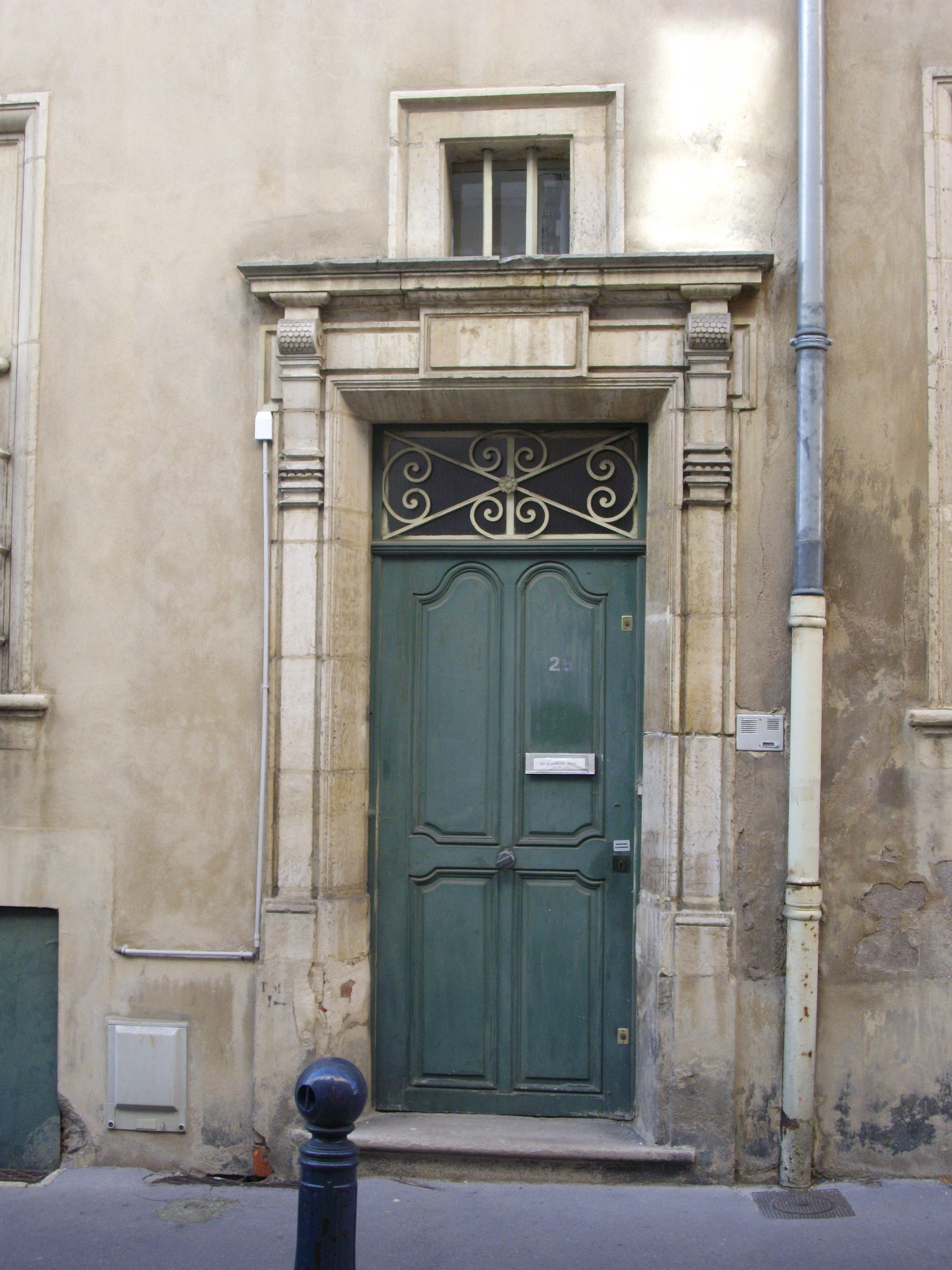
Porte d'entrée, au no 25.
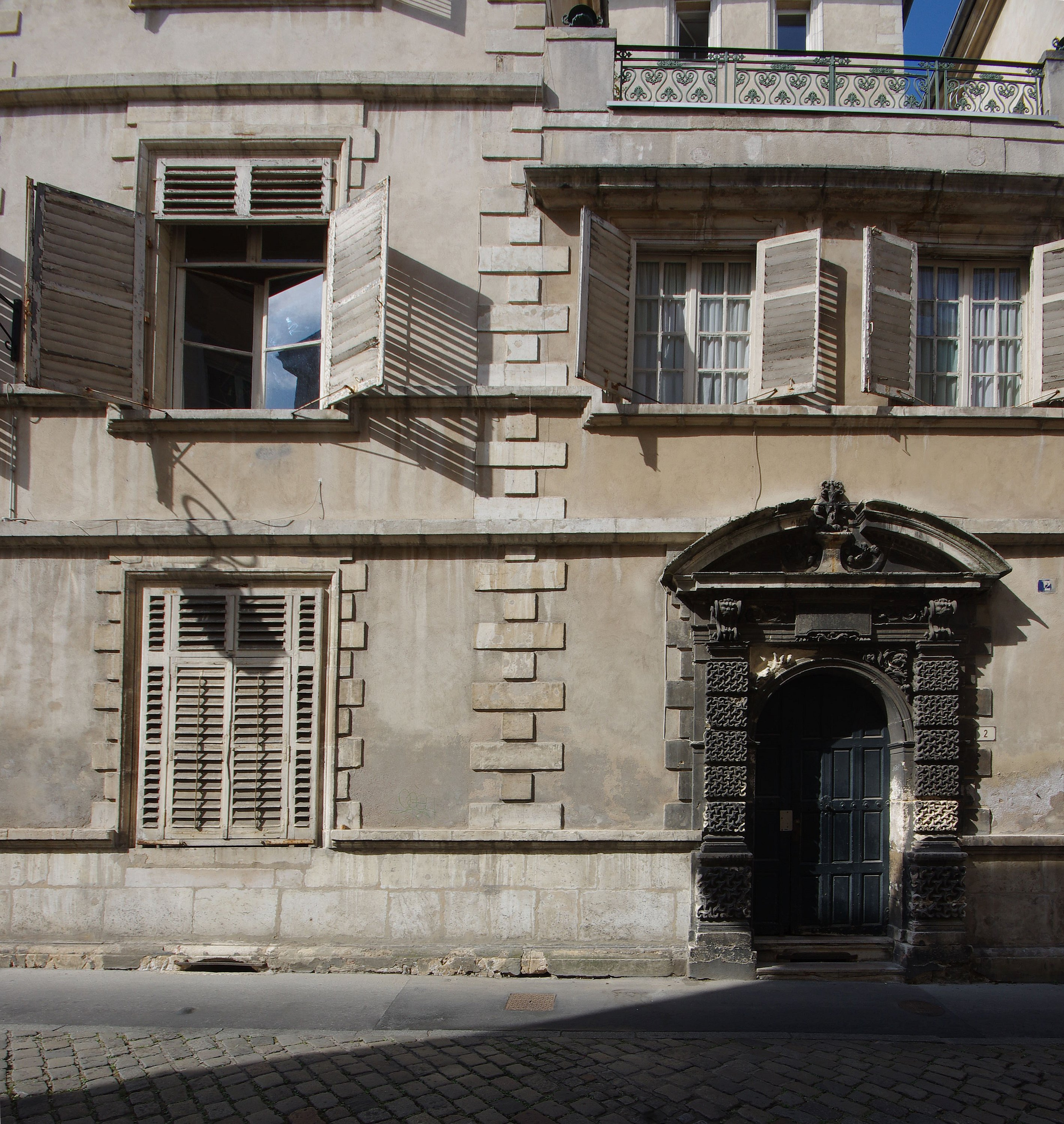
Hôtel de Martigny, au no 2.